# 運輸審議会
運輸審議会 (うんゆしんぎかい) は、国土交通省に常置される審議会であり、国土交通大臣の諮問機関である。1949年6月1日に設置された。
運輸省設置法（昭和24年法律第157号）により運輸大臣の諮問機関として設置されたが、2001年1月の省庁再編により、国土交通省設置法（平成11年法律第100号）のもとで国土交通大臣の諮問機関となった。
運送事業（鉄道や自動車、航路、航空など）の免許、許可やその取消し、運賃などの設定、変更の認可などに関する諮問についての審議を行い、国土交通大臣に答申・必要に応じた勧告などをする。
審議会は、国土交通大臣により両議院の同意を得て任免する委員6人で構成する。委員の任期は3年である。

## 概要
- 根拠法令：国土交通省設置法第6条
- 所掌事務：鉄道事業法、道路運送法、海上運送法、航空法等の規定により運輸審議会に諮ることを要する事項のうち国土交通大臣の行う処分等に係るものを処理する[2]。
- 庶務担当部署：総合政策局運輸審議会審理室